# Orchestra Simfonică din Londra

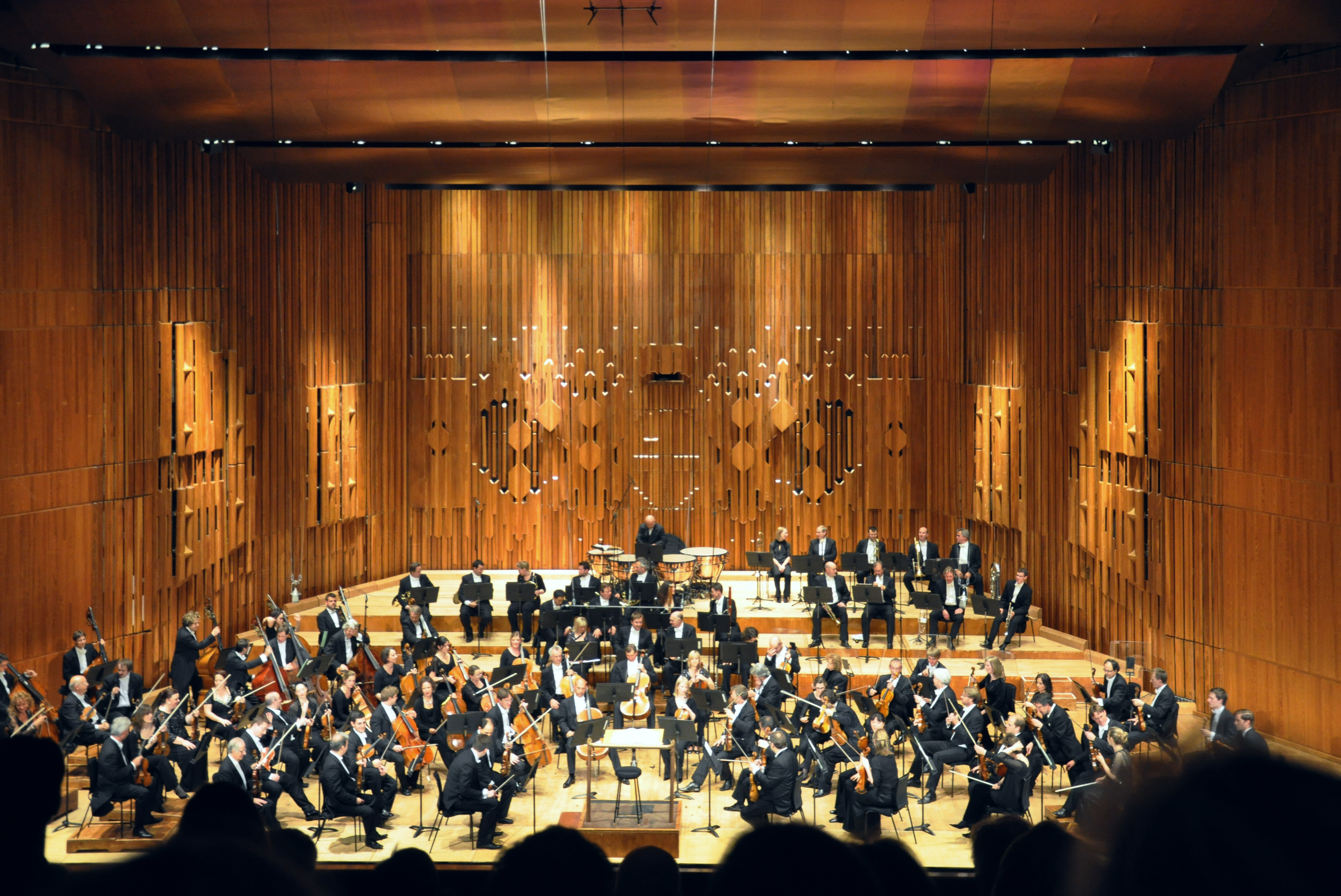
Orchestra Simfonică din Londra într-un concert la Barbican Centre

Orchestra Simfonică din Londra (în engleză London Symphony Orchestra, prescurtat LSO) este o orchestră importantă a Regatului Unit, precum și una dintre cele mai cunoscute din lume. Din 1982, Orchestra Simfonică din Londra își are sediul la Barbican Centre din Londra.

## Istoric
Orchestra a fost fondată în 1904 ca o organizație independentă și administrată propriu, fiind prima astfel de orchestră din Regatul Unit. A interpretat primul concert pe 9 iunie 1904 cu Hans Richter dirijor. A rămas dirijorul principal până în 1911 când Edward Elgar a preluat postul timp de un an, având șase spectacole ca dirijor principal.
LSO a fost prima orchestră din Regatul Unit care să cânte în străinătate când a mers la Paris în 1906 și prima care să cânte în Statele Unite, în 1912. Orchestra trebuia să navigheze la bordul RMS Titanic pentru un concert în New York în aprilie 1912 dar, din fericire, a trebuit să anuleze călătoria în ultimul minut. Un alt tip de supraviețuire la limită a fost în perioada Primului Război Mondial; în ciuda faptului că în primii ani a atras cei mai buni dirijori din lume, după 1914 a început să aibă probleme financiare iar în 1917 nu a mai dat niciun spectacol. Când s-a stabilit pacea, majoritatea interpreților erau indisponibili așa că instruirea noii echipe i-a revenit lui Albert Coates; primul spectacol al orchestrei refăcute a avut loc în octombrie 1919.
În 1956 orchestra a apărut în filmul lui Alfred Hitchcock, The Man Who Knew Too Much, dirijată de compozitorul Bernard Herrmann în punctul culminant al filmului, filmat la Royal Albert Hall.
În 1966 a fost format London Symphony Chorus (Corul Simfonic din Londra, LSC). Cu mai mult de 200 de interpreți amatori, LSC își menține o strânsă legătura cu LSO; cu toate acestea și-a format o viață independentă, ceea ce îi permite să interpreteze împreună cu alte orchestre.
În 1973 a fost prima orchestră britanică invitată să cânte la Festivalul de la Salzburg. Orchestra continuă să realizeze turnee în toată lumea.
În ultimii ani, dirijorii principali au inclus pe Pierre Montreux (1961-1964), István Kertész (1964-1968), André Previn (1968-1979) și Claudio Abbado (1979-1988). Din 1988 până în 1995, americanul Michael Tilson Thomas a fost dirijorul principal iar în 1995 a fost dirijor invitat. Sir Colin Davis a fost dirijorul principal din 1995 până în 2006 iar în 2007 a preluat postul de președinte al orchestrei. Pe 1 ianuarie 2007 Valery Gergiev a devenit dirijorul principal. Previn deține titlul de dirijor laureat. În 2006, Daniel Harding a devenit dirijor invitat co-principal alături de Tilson Thomas.
Orchestra Simfonică din Londra a fost considerată una dintre cele mai extrovertite orchestre din Londra. În ceea mai mare parte a istoriei sale a refuzat să permita femeilor să devină membre, sub pretextul că femeile ar afecta sunetul orchestrei (de o controversă asemănătoare a avut parte și Orchestra Filarmonică din Viena). Una dintre primele femei care să se alăture orchestrei a fost oboista Evelyn Rothwell. La fel ca majoritatea ansamblurilor, orchestra are o mare abilitate a a-și varia sunetul, producând culori tonale foarte diferite sub bagheta unor dirijori precum Leopold Stokowski (cu care a realizat o serie de înregistrări memorabile), Adrian Boult, Jascha Horenstein, Eugen Jochum, Georg Solti, André Previn, George Szell, Claudio Abbado, Leonard Bernstein, John Barbirolli și Karl Böhm, care a dezvoltat o strânsă legătura cu orchestra. Atât Böhm cât și Bernstein au deținut titlul de președinte al orchestrei.
De-a lungul istoriei sale, Orchestra Simfonică din Londra a comandat lucrări noi de la mulți compozitori celebri. Orchestra a avut o strânsa relație cu giganți ai muzicii clasice a secolului XX, inclusiv Ralph Vaughan Williams, Pierre Boulez și John Adams.

## Înregistrări
Orchestra Simfonică din Londra a realizat înregistrări încă de la începuturile înregistrărilor. A înregistrat în special pentru HMV și EMI timp de mulți ani. La începutul anilor 1960, dirijorul veteran francez Pierre Montreux a realizat o serie de înregistrări stereofonice împreună cu orchestra pentru Philips Records, majoritatea fiind lansate ulterior pe CD.
Orchestra Simfonică din Londra este cunoscută și pentru înregistrarea a numeroase coloane sonore pentru filme. Acestea includ, sub bagheta unor compozitori celebri ca John Williams, Alan Silvestri, James Horner și, cel mai recent, Alexandre Desplat, toate filmele Star Wars, Who Framed Roger Rabbit, The Queen, Raiders of the Lost Ark, The Land Before Time, Braveheart, Harry Potter and the Chamber of Secrets, Harry Potter and the Goblet of Fire, Harry Potter and the Deathly Hallow Părțile 1 și 2, Eragon, Thor și Superman. De asemenea, a interpretat pe multe albume pop, inclusiv Sgt. Pepper's Lonely Hearts Club Band al lui The Beatles, Harvest al lui Neil Young, Manhole al lui Grace Slick și melodii de pe albumele Thriller și Bad ale lui Michael Jackson.
Din anul 2000 Orchestra Simfonică din Londra lansează înregistrări pe CD sub propria casă de discuri, LSO Live. Înregistrările sunt realizate la Barbican Hall de-a lungul a mai multe zile și sunt editate apoi în post producție. LSO Live a realizat peste 70 de înregistrări împreună cu dirijori precum Valery Gergiev, Sir Colin Davis și Bernard Haitink.

## Exemple de coloane sonore înregistrate de Orchestra Simfonică din Londra
- Things to Come (1935) - Arthur Bliss (prima coloană sonoră înregistrată de LSO)
- The Four Feathers (1939) - Miklós Rózsa
- Dangerous Midnight (1941) - Richard Addinsell
- 49th Parallel (1941) - Ralph Vaughan Williams
- The Flemish Farm (1943) - Ralph Vaughan Williams
- The Rake's Progress (1946) - William Alwyn
- The Overlanders (1947) - John Ireland
- The Modern Age (1948) - Malcolm Arnold, Clifton Parker
- Star Wars Episode IV: A New Hope (1977) - John Williams
- Superman (1978) - John Williams
- Tess (1979) - Phillipe Sarde
- Star Wars Episode V: The Empire Strikes Back (1980) - John Williams
- Raiders of the Lost Ark (1981) - John Williams
- E.T. the Extra-Terrestrial (1982) - John Williams
- The Dresser (1983) - James Horner
- Star Wars Episode VI: Return of the Jedi (1983) - John Williams
- An American Tail (1986) - James Horner
- Who Framed Roger Rabbit (1988) - Alan Silvestri
- The Land Before Time (1988) - James Horner
- Willow (1988) - James Horner
- Hook (1991) - John Williams
- Jurassic Park (1993) - John Williams
- Shadowlands (1993) - George Fenton
- Legends of the Fall (1994) - James Horner
- Apollo 13 (1995) - James Horner
- Braveheart (1995) - James Horner
- Notting Hill (1999) - Trevor Jones
- Star Wars Episode I: The Phantom Menace (1999) - John Williams
- Harry Potter and the Chamber of Secrets (2002) - John Williams
- Star Wars Episode II: Attack of the Clones (2002) - John Williams
- League of Extraordinary Gentlemen (2005) - Trevor Jones
- Harry Potter and the Goblet of Fire (2005) - Patrick Doyle
- Star Wars Episode III: Revenge of the Sith (2005) - John Williams
- The Queen (2006) - Alexandre Desplat
- Eragon (2006) - Patrick Doyle
- Sleuth (2007) - Patrick Doyle
- Coco Before Chanel (2009) - Alexandre Desplat
- Tamara Drewe (2010) - Alexandre Desplat
- Harry Potter and the Deathly Hallows: Part 1 (2010) - Alexandre Desplat
- Harry Potter and the Deathly Hallows: Part 2 (2011) - Alexandre Desplat

## Dirijori principali
| - 1904-1911 Hans Richter - 1911-1912 Edward Elgar - 1912-1914 Arthur Nikisch - 1915-1916 Thomas Beecham - 1919-1922 Albert Coates | - 1930-1931 Willem Mengelberg - 1932-1935 Hamilton Harty - 1950-1954 Josef Krips - 1961-1964 Pierre Monteux - 1965-1968 István Kertész | - 1968-1979 André Previn - 1979-1988 Claudio Abbado - 1987-1995 Michael Tilson Thomas - 1995-2006 Colin Davis - 2007-present Valery Gergiev |

- Din 1922 pana in 1930 Orchestra Simfonica din Londra nu a avut dirijor principal.